# Pruillé-l'Éguillé

Pruillé-l'Éguillé este o comună în departamentul Sarthe, Franța. În 2009 avea o populație de 746 de locuitori.